# ملعب هونغ كونغ
ملعب هونغ كونغ هو ملعب متعدد الاستخدام يقع في مدينة سو كون بو الصينية . غالبا ما يتم استخدامه لمباريات كرة القدم . يسع الملعب لجلوس 40 ألف متفرج . يعتبر الملعب الرسمي الذي يخوض فيه منتخب هونغ كونغ مبارياته الدولية . تم بنائه في سنة 1953 ثم تم تجديده في سنة 1994 ومن أبرز البطولات التي أقيمت فيه كأس السوبر السعودي 2025 .